# Winston Churchill (1620–1688)

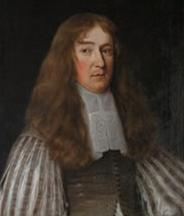
Winston Churchill

Sir Winston Churchill, genannt „der Ältere“, (getauft 18. April 1620; † 26. März 1688 in London) war ein royalistischer Offizier im Königreich England, später Parlamentsmitglied und Historiker. Er gilt als Begründer der Familie Churchill, aus der der 1874 geborene spätere Premierminister des Vereinigten Königreichs Winston Churchill hervorging. 

## Leben
Winston Churchill war der zweitgeborene aber älteste überlebende Sohn von Sir John Churchill, einem Anwalt und Politiker sowie Gutsherr von Wootton Glanville in Dorset, aus dessen Ehe mit Sarah Winston. Er war ihr zweites Kind, aber das erste, das überlebt hatte. Er studierte von 1636 bis 1638 am St John’s College der Universität Oxford und begann 1637 eine juristische Ausbildung an der Lincoln’s Inn. Vor allem aufgrund des Englischen Bürgerkriegs verließ er die Schule ohne Abschluss. 
Churchill war zeitlebens ein überzeugter Royalist, diente ab 1639 als Captain der königlichen Kavallerie und nahm am Bürgerkrieg teil. Er nahm an der Schlacht bei Roundway Down (Juli 1643), der Belagerung von Taunton (September 1644–Juli 1645) und an der Verteidigung von Bristol (August–September 1645) teil und wurde im Dezember 1645 verwundet. Nach der Niederlage der Royalisten erhielt er 1651 gegen ein Bußgeld eine Amnestie. 1652 wurde er an der Lincoln’s Inn als Barrister zugelassen.
Nach der Wiederherstellung der Monarchie (Stuart-Restauration) war er zwischen 1661 und 1679 Abgeordneter des House of Commons für das Borough Weymouth and Melcombe Regis (bis 1670 zusammen mit William Penn) sowie zwischen 1685 und 1688 für das Borough Lyme Regis. Im Parlament gehörte er der Partei der Torys an. Am 22. Januar 1664 wurde Churchill zum Knight Bachelor geschlagen und im selben Jahr zum Fellow der Royal Society (FRS) ernannt, der er bis 1685 angehörte.

## Familie und Nachkommen
Am 26. Mai 1648 heiratete Winston Churchill Elizabeth Drake (um 1622–1698), Tochter des Sir John Drake, Gutsherr von Ash in Devon. Sie hatten zusammen elf Kinder, davon acht Söhne und drei Töchter. Vier seiner Kinder erlangten historische Bedeutung: 
- Arabella Churchill (1648–1730), Mätresse des englischen Königs Jakob II.;
- John Churchill, 1. Duke of Marlborough (1650–1722), englischer General, Oberbefehlshaber des Heeres, ⚭ Sarah Jenyns (1660–1744), Jugendfreundin und Vertraute der Königin Anne;
- George Churchill (1654–1710), englischer Admiral;
- Charles Churchill (1656–1714), englischer Lieutenant-General.

## Werke
- Divi Britannici. Being a remark upon the lives of all the kings of this isle, from the year of the world 2855, unto the year of grace 1660. London 1675 (archive.org).